# The Light (альбом Spock’s Beard)
The Light — дебютный студийный альбом американской группы Spock’s Beard, выпущенный в 1995 году.

## Об альбоме
Пластинка получила положительные отзывы критиков, и группа постепенно набирала популярность. Критики отмечали сходство альбома с работами таких классических групп прогрессивного рока, как Yes, Genesis и King Crimson. После слов барабанщика группы Dream Theater Майка Портного, что это лучший альбом, что он слышал в 1995 году, а Spock’s Beard лучшая группа прогрессивного рока со времён Marillion, интерес к группе ещё более возрос. В конечном итоге один из экземпляров альбома попал в руки к Мартину Орфорду, клавишнику группы IQ и одному из руководителей лейбла Giant Electric Pea. Он сразу же предложил выпустить альбом на европейский рынок, что и произошло годом позже.
Музыкальный критик сайта Allmusic Том Юрек оценивает альбом в 4,5 звезды из 5 возможных. Он отмечает сложную и витиеватую структуру композиций альбома. По его мнению, это нестандартная запись звучит, как классический прог 70-х годов. Михаэль Ренсен из журнала Rock Hard поставил альбому наивысшую оценку в 10 баллов.
В специальном выпуске журнала Classic Rock, посвященному девяностым годам, The Light включён в «классическую коллекцию» альбомов прогрессивного рока десятилетия.
Ремастированная версия альбома была повторно выпущена в 2004 году с дополнительным бонус-треком.

## Список композиций
Автор всех слов и музыки Нил Морс, если не указано иное.
1. The Light — 15:32
  - The Dream
  - One Man (Алан Морс, Нил Морс)
  - Garden People
  - Looking Straight into the Light
  - The Man in the Mountain
  - Señor Valasco's Mystic Voodoo Love Dance
  - The Return of the Horrible Catfish Man
  - The Dream
2. Go the Way You Go — 12:07
3. The Water — 23:10
  - Introduction/The Water
  - When It All Goes to Hell
  - A Thief in the Night
  - FU/I'm Sorry
  - The Water (Revisited)
  - Runnin' the Race
  - Reach for the Sky
4. On the Edge — 6:14
5. The Light (демо, бонус-трек на переиздании) — 15:18

## Участники записи
Spock’s Beard
- Нил Морс — вокал, клавишные, акустическая гитара, электрогитара
- Алан Морс — соло-гитара, виолончель, меллотрон, бэк-вокал
- Дейв Мерос — бас-гитара, валторна
- Ник Д’Вирджилио — ударные, бэк-вокал

Приглашённые музыканты
- Молли Пасутти, Ванда Хьюстон — бэк-вокал на «The Water»

Производство
- Spock’s Beard — продюсирование
- Том Макколи — звукоинженер
- Кевин Гилберт — мастеринг
- Брайан Кейю — звукоинженер (меллотрон, орган Хаммонда)
- Кирк Хантер — цифровая обработка